# Buick Riviera
La Buick Riviera è un'automobile prodotta dalla Buick negli Stati Uniti tra il 1963 e il 1999.
Definita una coupé o un'auto di categoria superiore (in inglese personal luxury car), in particolar modo i primi modelli della Riviera sono stati elogiati da giornalisti del campo automobilistico e da molti scrittori.

## Origine della vettura

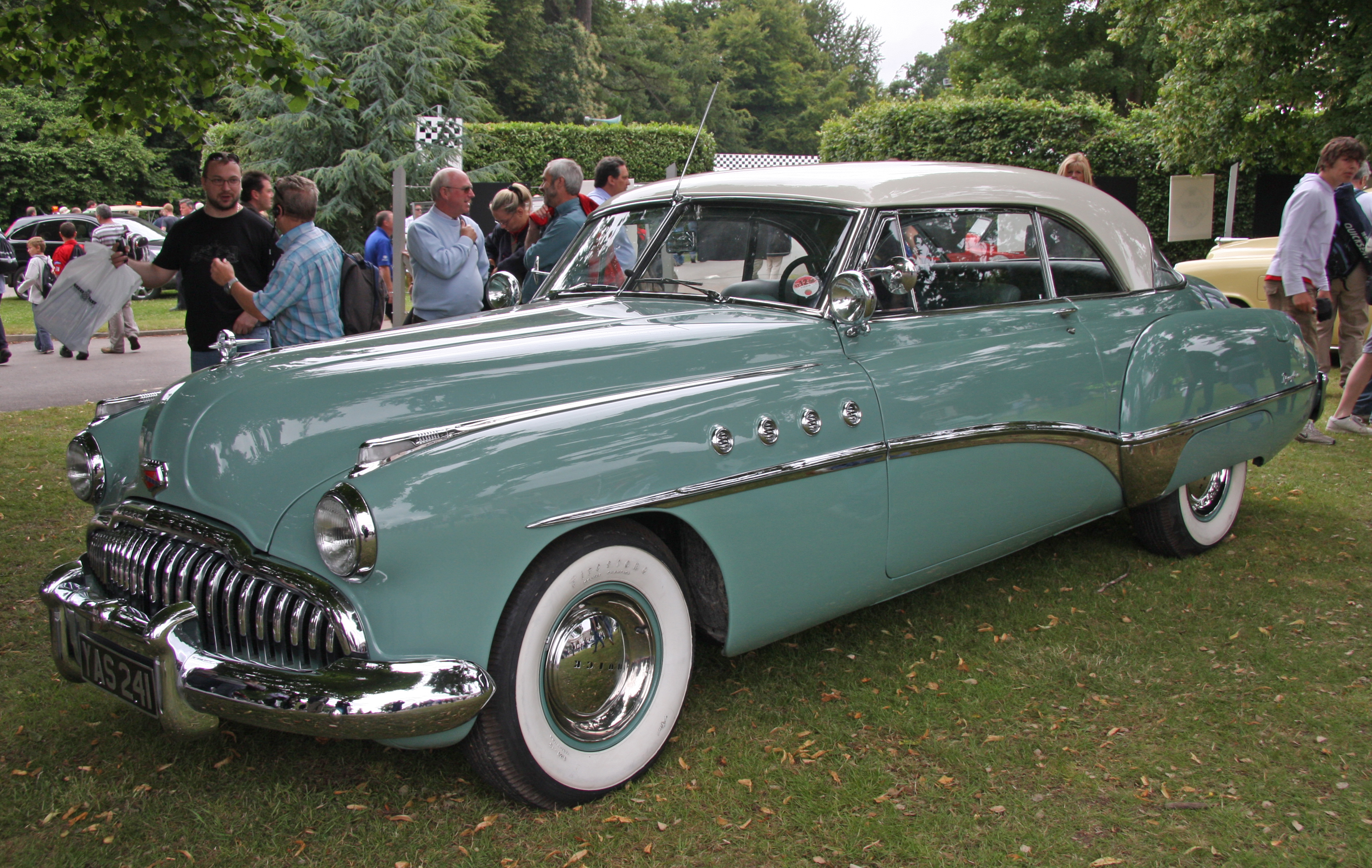
Una Roadmaster Riviera del 1949

Il nome Riviera è entrato a far parte per la prima volta del mondo Buick nel 1949 quando designava la nuova hardtop due porte, che veniva descritta nella pubblicità come intelligente in modo sbalorditivo. La Roadmaster Riviera, insieme alla Cadillac Series 62 Coupe de Ville e alla Oldsmobile Futuramic 98 Holiday fu la prima auto prodotta in serie con questo tipo di carrozzeria, che divenne molto popolare nei 30 anni successivi. A partire dal 1955, la General Motors produsse anche un modello simile a quattro porte e il nome Riviera fu utilizzato per designare anche questi nuovi modelli.
Negli anni seguenti, carrozzerie con tettuccio rigido furono prodotte per tutte le linee della Buick, comprese le Century, Special, Roadmaster e Electra, anche se, visto che il nome designava uno stile di carrozzeria e non un modello, il nome Riviera non apparve quasi mai sulle vetture. L'ultima occasione fu nel 1962, come indicazione formale del modello Electra 225 Riviera 4-Door Hardtop a quattro porte; solo per il model-year 1963 la Riviera divenne un modello a sé stante.
Verso la fine degli anni cinquanta, la GM cominciò a pensare che il mercato fosse pronto per una vettura che potesse entrare in competizione con la Ford Thunderbird, allora tra le vetture più di successo; una vettura che avesse uno stile unico, a due porte ma con quattro posti a sedere, e che combinasse la comodità con le prestazioni. Il progetto che stava per divenire la prima Riviera prese ispirazione dalla Cadillac XP715, e avrebbe probabilmente preso il nome LaSalle in onore di una linea di automobili prodotta dalla GM tra il 1927 e il 1940: progetto che era stato notevolmente ispirato anche da un viaggio a Londra del capo progettista, affascinato dall'apparizione nella nebbia di una Rolls-Royce personalizzata. Quella fu la linea che si tentò di ripetere con la prima Riviera, ma con un profilo più basso e l'aggiunta di un po' di Ferrari per quanto riguarda le prestazioni.

## Prima Generazione (1963-1965)
La prima generazione della Riviera nacque nel 1963 da uno sforzo congiunto tra il GM Design Staff, il Buick Research and Development e il Marketing Group. Meccanicamente, poteva essere dotata di propulsori modello 401 ci Wildcat 445 da 325 cv o modello 425 ci Wildcat 465 da 340 cv. Tra gli optional offerti si enumeravano la trasmissione automatica, il servosterzo, il condizionatore d'aria, lo sbrinatore, un nuovo tipo di console centrale, dei tergicristalli a due velocità, dei sedili avvolgenti in tessuto o pelle e la moquette interna.

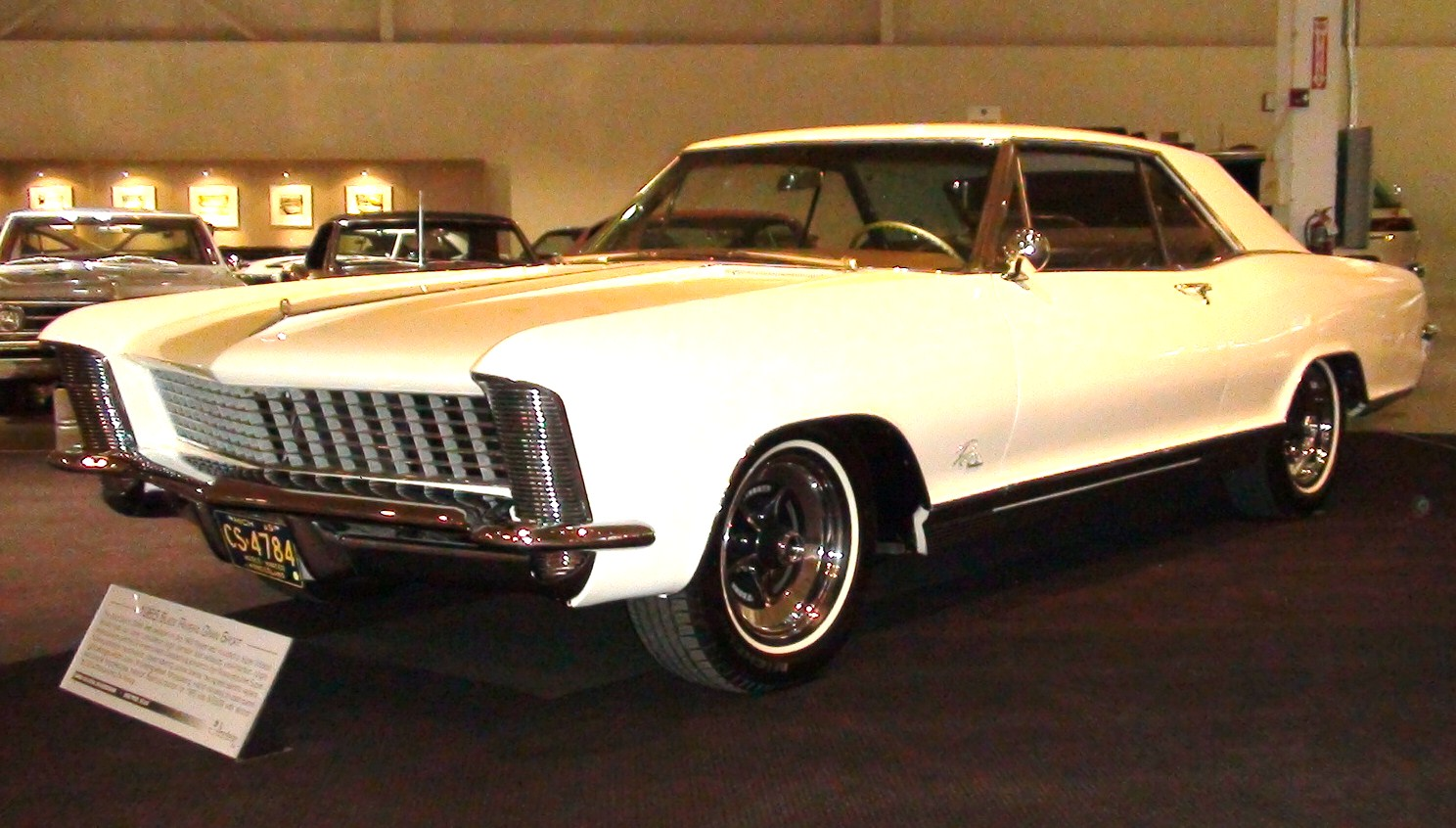
Una Buick Riviera Gran Sport

Nel 1964 non vennero apportate delle modifiche per quanto riguarda l'estetica della vettura, eccezion fatta per la sostituzione del logo a tre scudi della Buick con quello a forma di R che diverrà tipico delle successive Riviera. Anche gli interni non hanno subito molti cambiamenti, a parte l'impiego del legno al posto del vinile per la realizzazione della console centrale che, dopo essere stata leggermente ridefinita con le nuove manopole in plastica, ospitava un nuovo impianto audio. Sempre in legno era realizzato il nuovo volante sportivo. I propulsore offerti erano un Wildcat 465 da 340 cv e un Super Wildcat da 360 cv abbinati ad una nuova trasmissione Super Turbine 400. Come optional erano disponibili il cruise control, i cerchi in lega e l'aria condizionata.
Nel 1965 la linea della vettura è stata modificata. Le luci sono state rese a scomparsa dietro una copertura in plastica e il paraurti anteriore è stato ridisegnato per ospitare i motorini elettrici che gestivano i fari. Ciò ha reso il design più pulito, ma spesse volte i coprifaro erano soggetti a guasti. Altre modifiche riguardavano le luci posteriori, che furono integrate nel paraurti, un nuovo tetto in vinile e l'introduzione di cerchi cromati. Gli interni non furono oggetto di particolari cambiamenti.
Di quest'ultimo Model Year venne creata anche la versione Gran Sport, che implementava un propulsore 425 LX, uno scarico modificato, differenziale Positraction, una nuova trasmissione, pneumatici 8.45x15, nuovi cerchi ed uno stemma identificativo sul paraurti.

## Seconda generazione (1966-1970)
Nel 1966 vide la luce la seconda serie della Buick Riviera. Il telaio venne totalmente riprogettato dall'ingegnere Dave Holls per garantire una migliore guidabilità e maneggevolezza. Anche il design è stato totalmente rivisto, in modo tale da rendere la vettura più aerodinamica e migliorare l'immissione dell'aria all'interno dell'apparato di raffreddamento. L'impianto di illuminazione è stato mantenuto a scomparsa, con i proiettori posizionati al di sopra della griglia del radiatore. Le luci di posizione sono state invece integrate all'interno del paraurti. 
Come la generazione precedente, la trazione è rimasta posteriore, ma le sospensioni anteriori hanno subito delle modifiche per poter migliorare la maneggevolezza complessiva dell'auto. Venne equipaggiata con il solo propulsore 425ci da 340 cv con il filtro dell'aria cromato.

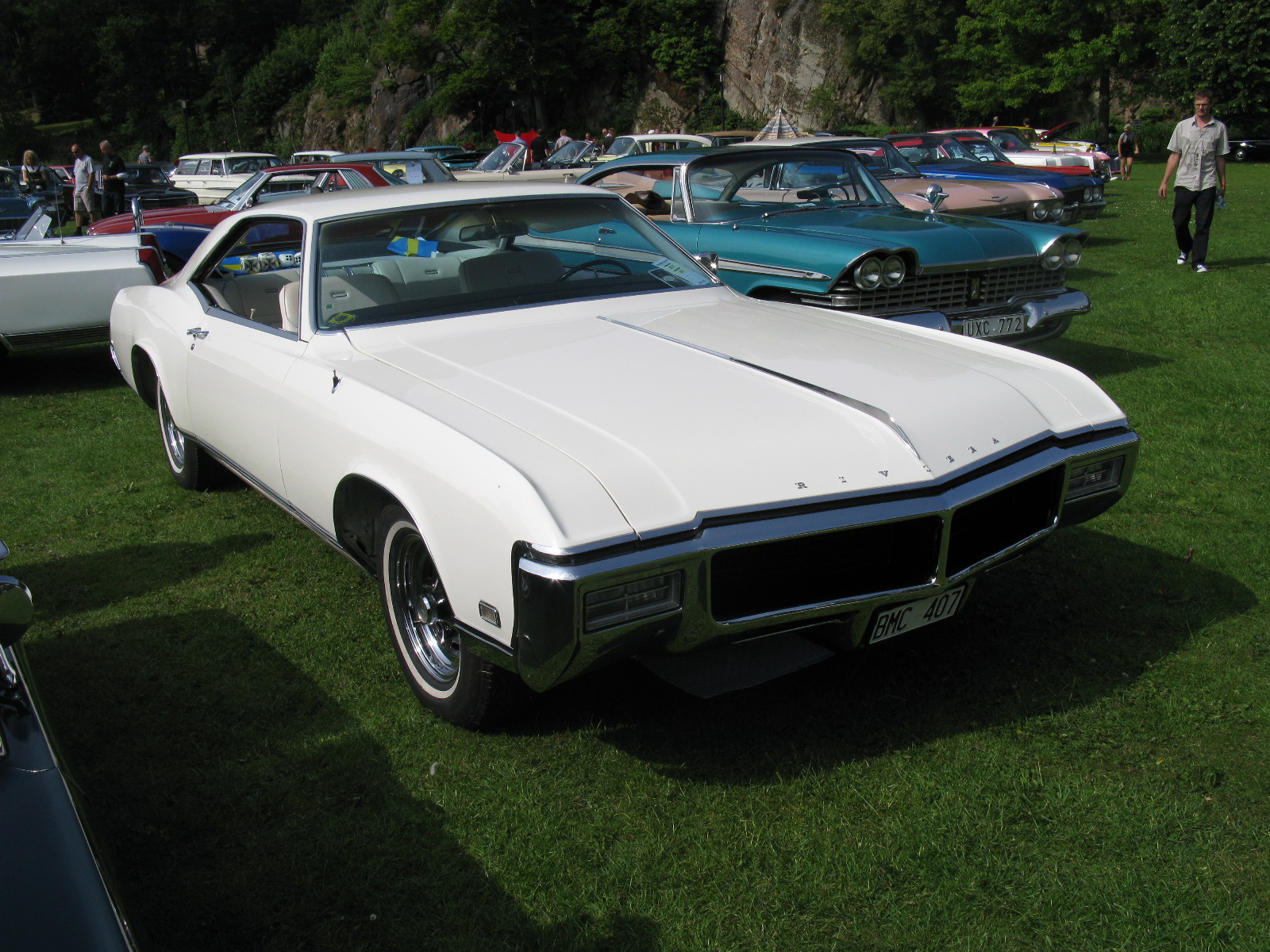
Una Buick Riviera del 1968

Nel 1967 la gamma dei motori venne estesa con l'introduzione del propulsore 430 ci V-8 da 360 cv. Con l'opzione GS era possibile installare su di esso un filtro dell'aria in fibra di vetro rossa denominato Star Wars. Per la prima volta l'impianto franante veniva gestito da freni a disco nella zona anteriore della vettura.
Esteticamente, non vi furono molti cambiamenti, se non l'introduzione di una nuova griglia anteriore cromata e di nuovi loghi stilizzati. Invariati erano anche gli interni, eccezion fatta per i sedili e i pannelli delle portiere.

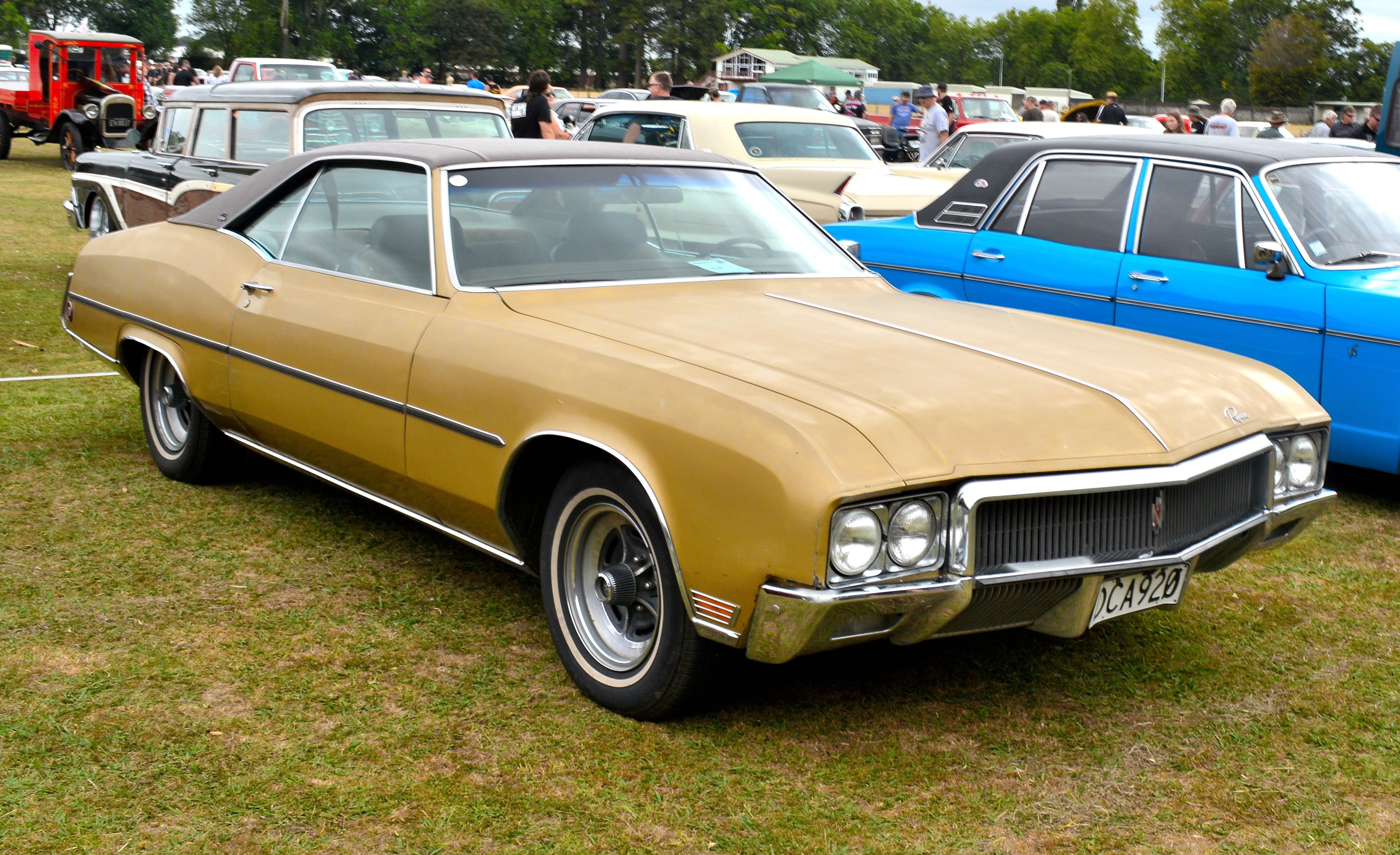
Una Buick Riviera del 1970

Nel 1968 la vettura subì un restyling. I fari tornarono ad essere a scomparsa e le luci di posizione vennero integrate nel paraurti. Ai lati della vettura, per conformarsi ai nuovi regolamenti federali, vennero apposti dei segnalatori di cambio di direzione sia nella parte anteriore che posteriore. In quest'ultima i fari sono stati inglobati nel paraurti, e la stessa cosa è toccata al bocchettone del carburante, posizionato accanto alla targa.
Sempre per conformarsi ai nuovi regolamenti, il cruscotto interno è stato imbottito per renderlo più morbido in caso di impatto. Non vi sono state modifiche nella motorizzazione.
La versione del 1969 è rimasta praticamente immutata rispetto al modello del 1968, fatta eccezione per alcuni lievissimi dettagli estetici e ad alcuni aggiornamenti riguardanti gli interni, come l'inserimento di un nuovo tipo di volante.
Il 1970 è stato l'ultimo anno di produzione della Buick Riviera di seconda serie. La vettura, mantenendo inalterate le dimensioni generali, riassunse un design ispirato alla prima versione del 1966. Come essa riassunse i fari fissi posti al lato della griglia cromata anteriore, ma al posto di essere circolari, divennero rettangolari. Tale soluzione venne assunta anche per i proiettori posteriori. Nella parte posteriore venne anche inserito un copriruota per dare una linea più filante alla vettura. Questa versione era dotata di un propulsore 455 ci da 370 cv, di doppi terminali di scarico in acciaio inox, della trasmissione Turbo Hydramatic 400 e del sistema AccuDrive per la gestione delle sospensioni.

## Terza generazione (1971-1973)
Quando venne decisa la produzione della terza serie della Riviera, i progettisti della Buick realizzarono un design totalmente differente da quello delle versioni precedenti. Esso venne disegnato da Jerry Hirshberg, il quale, ispirandosi ad un modello in scala precedentemente realizzato da un altro designer, donò alla vettura una linea molto più filante e sportiva. Il propulsore rimase invariato rispetto a quello della generazione precedente, in quanto venne mantenuto il modello 455 cu da 265 cv di potenza.

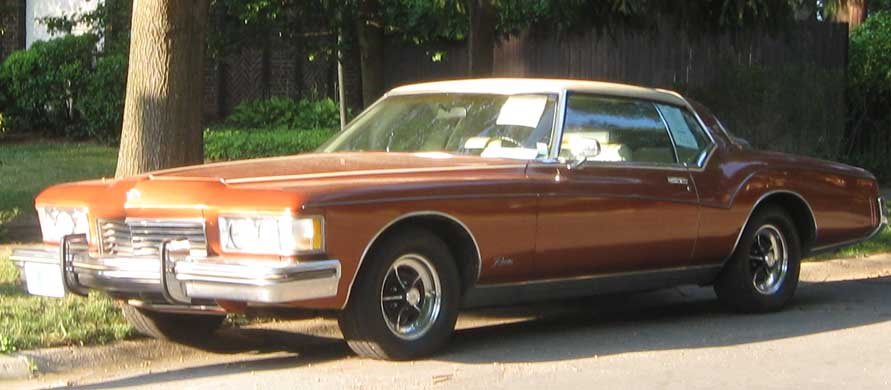
Una Buick Riviera del 1973

La Model Year 1972 presentava pochissime modifiche estetiche rispetto all'anno precedente, sia per quanto riguarda gli interni che gli esterni. Una lieve modifica venne invece apportata al propulsore 455 cu, il quale, per sopperire alle nuove leggi per il controllo delle emissioni, dovette essere depotenziato a 250 cv. Esso veniva gestito ora da un nuovo cambio a tre marce con trasmissione Hydra-matic 400. In aggiunta al precedente propulsore venne però inserito anche il GS 455, il quale aveva una potenza supplementare di 10 cv.
Il Model Year 1973 è stata l'ultima versione prodotta della terza serie della Riviera. Il Design ha subito un restyling volto a rendere la vettura più lussuosa. I motori e la trasmissione non hanno subito variazioni, ma sono stati modificati gli ammortizzatori e le molle per migliorare la stabilità della vettura.

## Quarta generazione (1974–1976)
Nel 1974 venne lanciata sul mercato la quarta generazione della Riviera. Essendo meno sportiva rispetto al modello precedente si ebbe un calo delle vendite dovuto a questa nuova progettazione non gradita dal pubblico. Il telaio deriva dal Model Year 1973 e si distingueva per il porta bagagli posteriore ingrandito. La Riviera acquisì molto peso grazie all'introduzione di nuovi accessori. Gli interni furono impreziositi con l'aggiunta di sedili avvolgenti, orologio digitale e luci interne che comprendevano due posacenere illuminati. Il terminale di scarico implementava ora due tubi di scappamento e furono aggiunti pneumatici modello H78-15.
Nel Model Year 1975 furono pochi i cambiamenti introdotti, tra cui un nuovo disegno dei fari anteriori e una lunghezza e un peso diminuiti nel complessivo. Ancor meno furono i dettagli modificati sulla Model Year 1976, fatta eccezione per i tentativi di contenere i consumi a causa della dilagante crisi energetica.

## Quinta generazione (1977-1978)
Data la dilagante crisi energetica, i tecnici della Buick, nell'introdurre la 5ª serie della Riviera sul mercato, optarono per realizzarla di dimensioni contenute onde risparmiare peso e quindi carburante per muovere la stessa. L'auto venne realizzata usufruendo della piattaforma B condivisa con la Buick LeSabre. I propulsori erano di tre tipi, uno prodotto dalla casa madre (modello 350 da 155 cv) e due derivati dalla Oldsmobile (modelli 350 4 403 da 170 e 185 cv rispettivamente). Nonostante la riduzione di potenza, la vettura aveva, per la sua categoria, una buona accelerazione, che si assestava sui 9,4 secondi per accelerare da 0 a 100 km/h.L'impianto frenante era costituito da 4 freni a disco. Il design venne curato ispirandosi alla prima serie del 1966 rielaborandolo per i canoni dell'epoca.

## Sesta generazione (1979-1985)

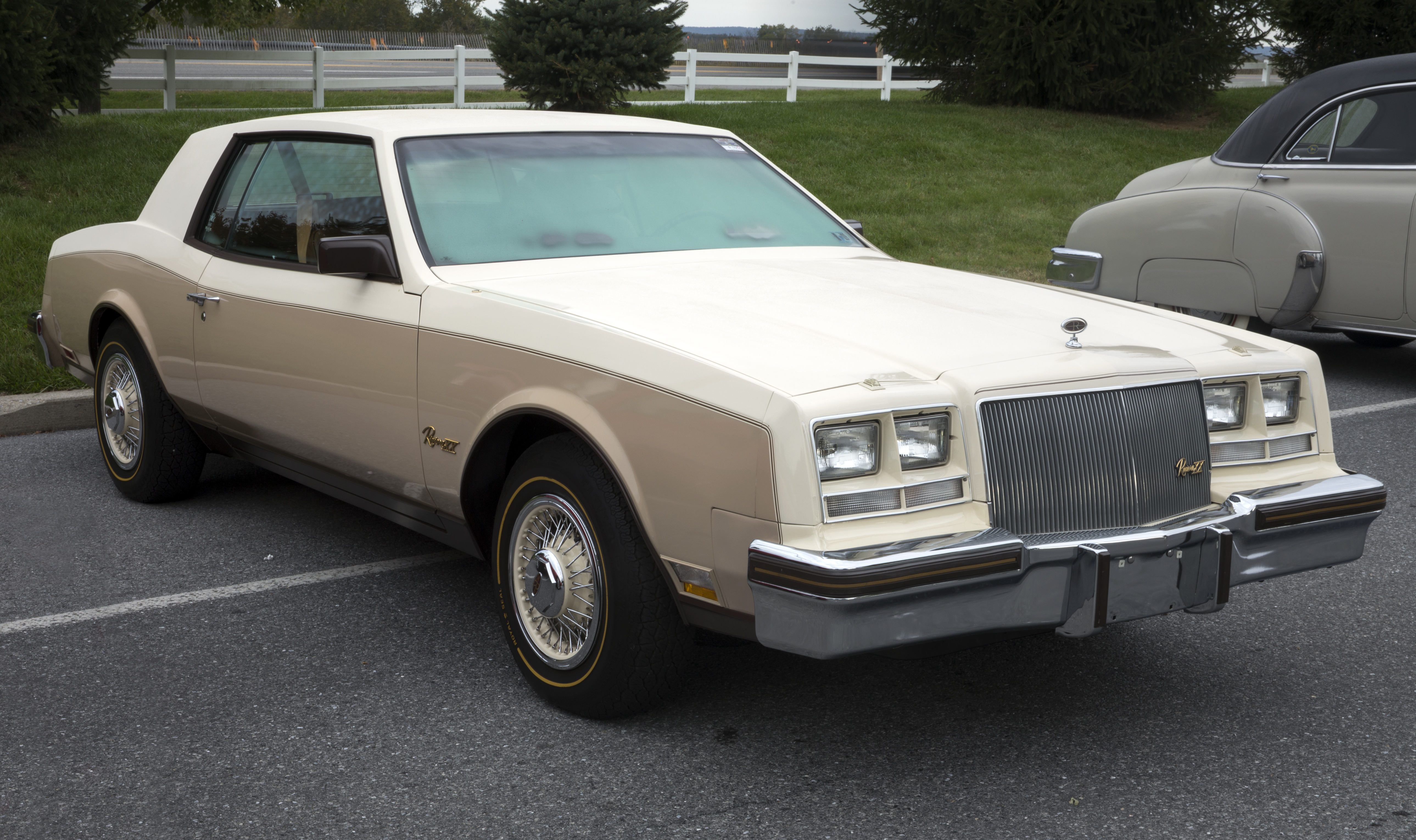
Una Buick Riviera XX

La sesta generazione venne prodotta dal 1979 al 1985. Fu la prima ad avere la trazione anteriore e l'unica a essere disponibile anche con carrozzeria cabriolet, disponibile solo di colore bianco o rosso con gli interni rossi.
Nel 1983 venne realizzata in 502 esemplari la Riviera XX, per celebrare i vent'anni di produzione del modello. Era dotata di verniciatura bicolore, ruote a raggi, interni in pelle e noce e stemma "Riviera XX" placcato in oro 24 carati.

## Settima generazione (1986-1993)
La settima generazione venne prodotta dal 1986 al 1993.

## Ottava generazione (1995-1999)
Nel 1994 la Buick Riviera scomparve dai listini per poi tornare nel 1995. L'ultima serie venne prodotta fino al 1999. La carrozzeria, completamente ridisegnata, ora aveva linee più arrotondate e moderne.